# Blul
Blul (armenisch Բլուլ), auch sring (սրինգ), ist eine armenische hölzerne Längsflöte. Das traditionelle Melodieinstrument der Hirten wird überwiegend in der Volksmusik solistisch und im Ensemble gespielt. Die Flöte genießt wie die armenische Kurzoboe duduk einen guten Ruf als edles Instrument der Kammermusik im Unterschied zur Trichteroboe zurna, die mit ihrem niedrigen sozialen Status in der lauten Unterhaltungsmusik im Freien eingesetzt wird.

## Bauform und Spielweise
Die blul besitzt kein Mundstück. Sie wird schräg nach unten gehalten und mit halbseitig geschlossenem Mund über eine scharfe Kante angeblasen. Die zylindrische, an beiden Enden offene Spielröhre wird bevorzugt aus Aprikosenholz gedrechselt. Andere Materialien für armenische Flöten sind Schilfrohr und Metall. Die Länge beträgt 38 bis 65 Zentimeter, nach einigen Angaben bis zu 70 Zentimeter. Der Durchmesser der Bohrung erweitert sich von 10 bis 15 Millimeter am nahen Ende bis 15–20 Millimeter an der unteren Öffnung. Neun Fingerlöcher befinden sich an der Oberseite, von denen die beiden unteren nicht abgedeckt werden. Hinzu kommt ein gegenüberliegendes Daumenloch. Varianten mit weniger Löchern (fünf und sieben) sind ebenfalls gebräuchlich. Nach der Tonhöhe werden blul üblicherweise mit den tiefsten Tönen C, D♭, D und E♭ unterschieden. Die Tonstufen sind diatonisch und entsprechen dem äolischen Modus. Die Zwischennoten der chromatischen Tonleiter erzeugt der Spieler durch teilweises Abdecken der Fingerlöcher. Die blul kann leicht überblasen werden, wodurch sich der Tonumfang wesentlich vergrößert. Die mittleren Tonhöhen lassen sich um eine Quinte oder Oktave erhöhen, die oberen Töne um eine Terz. Ein Vibrato entsteht durch schnelle Fingerbewegungen oder Schütteln des Instruments. Der Klang ist samtig-weich, rauschhaft und etwas nasal.

## Herkunft und Verbreitung

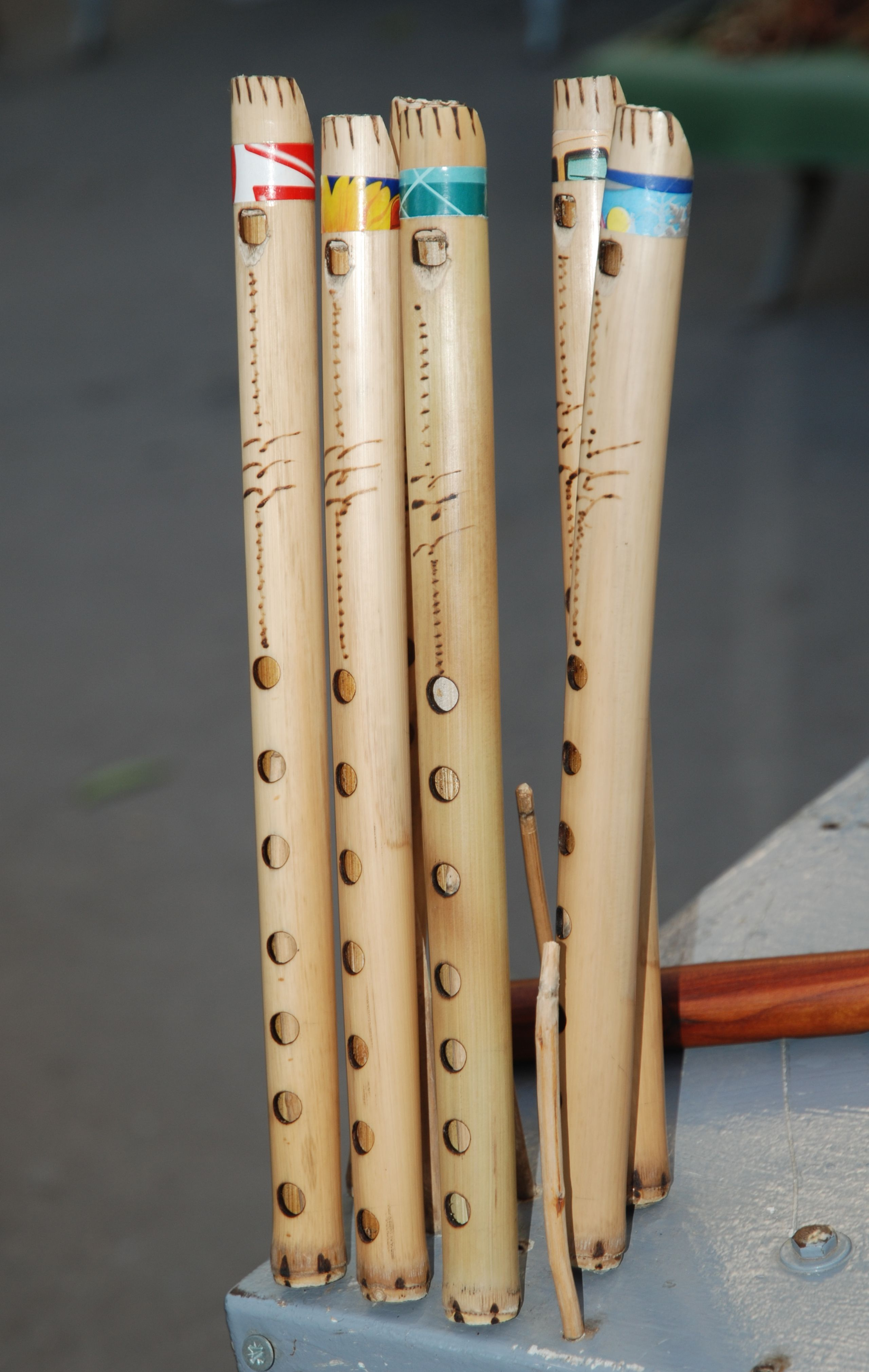
Armenische Kernspaltflöte shvi aus Schilfrohr

Abwandlungen der semitischen Konsonantenschreibweisen b-l-r und b-r-l mit dem Wortumfeld „leuchten“, „Licht ausstrahlen“ kommen im Syrischen  als bĕrūlā oder bĕlūrā („Kristall“, „Edelstein“) und in derselben Bedeutung in der mandäischen Sprache als bilur, bilura, billur vor. Der Name Beryll für einen glänzenden Kristall geht ebenfalls auf diese Wurzel zurück. Das syrische Wort bilura steht daneben für ein „Blasinstrument, bei dem der Ton durch Atemluft erzeugt wird.“ Namensverwandt ist die von Kurden im Südosten der Türkei gespielte Hirtenflöte bilûr. In der türkischen Provinz Muş bedeutet bülür eine bestimmte Flötenmelodie. Eine regionale Bezeichnung für eine türkische Hirtenflöte in Bitlis lautet bilor. Im Nordosten des Irak heißt eine Schnabelflöte blur. Das armenische Wort sring („Schäferflöte“) ist von altgriechisch σῦριγξ, Latein syrinx („Pfeife“, „Röhre“) abgeleitet, einem alten Namen der Panflöte, der auf die griechische Nymphe Syrinx verweist und einen mutmaßlich phrygischen Ursprung hat.
Das aserbaidschanische Gegenstück ist die mit maximal 35 Zentimetern kürzere Hirtenflöte tutak aus Schilfrohr oder Holz. Sie ist regional auch als duduk (namensgleich mit der armenischen Kurzoboe), sumsu und blul bekannt. In Ordubad im Süden der Region Nachitschewan wird diese Flöte shuva genannt. Der bekannteste Name für verwandte Hirtenflöten in der Türkei und auf dem Balkan ist kaval. Schwerpunktmäßig im Osten Georgiens ist die maximal 40 Zentimeter lange Hirtenflöte salamuri verbreitet. Eher der klassischen Musik zugerechnet wird die orientalische Längsflöte nay, in der Volksmusik gespielte orientalische Flöten heißen schabbaba.
Shvi oder tutak (t’ut’ak) heißt die armenische Kernspaltflöte. Sie besteht aus einer typischerweise 32 Zentimeter langen Spielröhre aus Aprikosenholz, einem ähnlichen festen Holz oder aus Pflanzenrohr und hat sieben Fingerlöcher an der Oberseite und ein Daumenloch.
Zu den ältesten, im Gebiet des heutigen Armenien gefundenen Musikinstrumenten gehören Vogelknochenflöten. Auf etwa 1000 v. Chr. wird eine Flöte aus einem Storchenbein datiert, die 1962 bei Grabungen in Garni ans Tageslicht kam. Auf die musikalische Verwendung verweist eine ins 14./15. Jahrhundert v. Chr. datierte Knochenflöte in Ostgeorgien, die im Grab eines jungen Schäfers lag und als Vorläufer der salamuri angesehen wird. Aus dem 5. Jahrhundert v. Chr. wurden Vogelknochenflöten in Dvin ausgegraben.
Mittelalterliche Flöten produzierten ähnliche Tonstufen wie die heutigen. Armenische Volksmusik einschließlich der Begleitmusik von Tänzen ist wie in der Vergangenheit überwiegend vokal. Ländliche Volkslieder sind allgemein monophon und werden von einem Solisten oder einem unisono singenden Chor vorgetragen. Die ländliche Instrumentalmusik, deren Melodien auf der blul, der tutak oder der duduk gespielt werden, entspricht dem Muster der Vokalmusik. Die Melodien in langsamem Tempo klingen unabhängig von den zahlreichen regionalen Formen oft wehmütig.
Der aschugh, ein Sänger epischer Lieder und seit dem 17. Jahrhundert Nachfolger des mittelalterlichen gusan, spielt selbst nur Saiteninstrumente wie saz, tschungur (ähnlich der georgischen tschonguri) oder tar. Auch zu seinem Begleitorchester gehören keine Blasinstrumente. Dagegen kann die blul in den Kammerorchestern der städtischen Unterhaltungsmusik neben den genannten Saiteninstrumenten zusammen mit der Stachelgeige k’yamancha, der arabischen Knickhalslaute ʿūd und der Trapezzither kanun spielen. Für den Rhythmus sorgen die Zylindertrommel dhol (verwandt mit der georgischen doli), die Rahmentrommel ghaval oder das Kesseltrommelpaar naghara. Wie die Instrumente stammen auch vom Mugham abgeleiteten Melodiefolgen aus der persisch-islamischen Kultur. Die städtische Instrumentalmusik geht auf die seit dem 19. Jahrhundert im Südkaukasus verbreiteten orientalischen Instrumentaltrios sazandar (benannt nach der Langhalslaute saz, armenisch nvagurd) zurück.
Hirten spielten die blul auf der Weide solistisch. Die Melodien wählten sie dem Anlass entsprechend aus. Ihre Rinder trieben die Hirten mit einer heiteren Melodie auf die Weide oder zu den Wasserplätzen. Die Flöte bliesen sie auch, wenn der Hirtenhund auf eine Gefahr aufmerksam gemacht oder die Lämmer zu den Muttertieren geführt werden sollten.
Allgemein wurde der Musik zugetraut, magische Fähigkeiten zu besitzen, weshalb Musik bei Heilungsritualen eine Rolle spielte. In armenischen Volkserzählungen kommen magische Flöten vor, mit denen Prinzen verführt oder die bösen Widersacher der Helden bis zu ihrer Erschöpfung zum Tanzen verleitet werden konnten.